# 拝島運転区
拝島運転区（はいじまうんてんく）は、東京都福生市熊川にあった東日本旅客鉄道（JR東日本）八王子支社の運転士が所属する組織である。2007年11月に組織改編に伴い廃止された。運転士は主に立川運転区・八王子運輸区へ転出した。また、拝島駅構内には、拝島駅電留線が設置されている。
青梅線青梅駅構内には青梅派出が置かれ（現在は豊田車両センター青梅派出）青梅線電車を留置する青梅駅上2 - 5番線（旧青梅電車区）が設置されていたが青梅電車区廃止後は駅の管轄である。

## 歴史
- 2007年11月24日：閉区。本区と青梅派出を豊田車両センターに移管。

| スタブアイコン | サブスタブ | この項目は、まだ閲覧者の調べものの参照としては役立たない、鉄道に関連した書きかけの項目です。この項目を加筆・訂正などしてくださる協力者を求めています（P:鉄道/PJ:鉄道）。 |